# Rudolf von Jhering

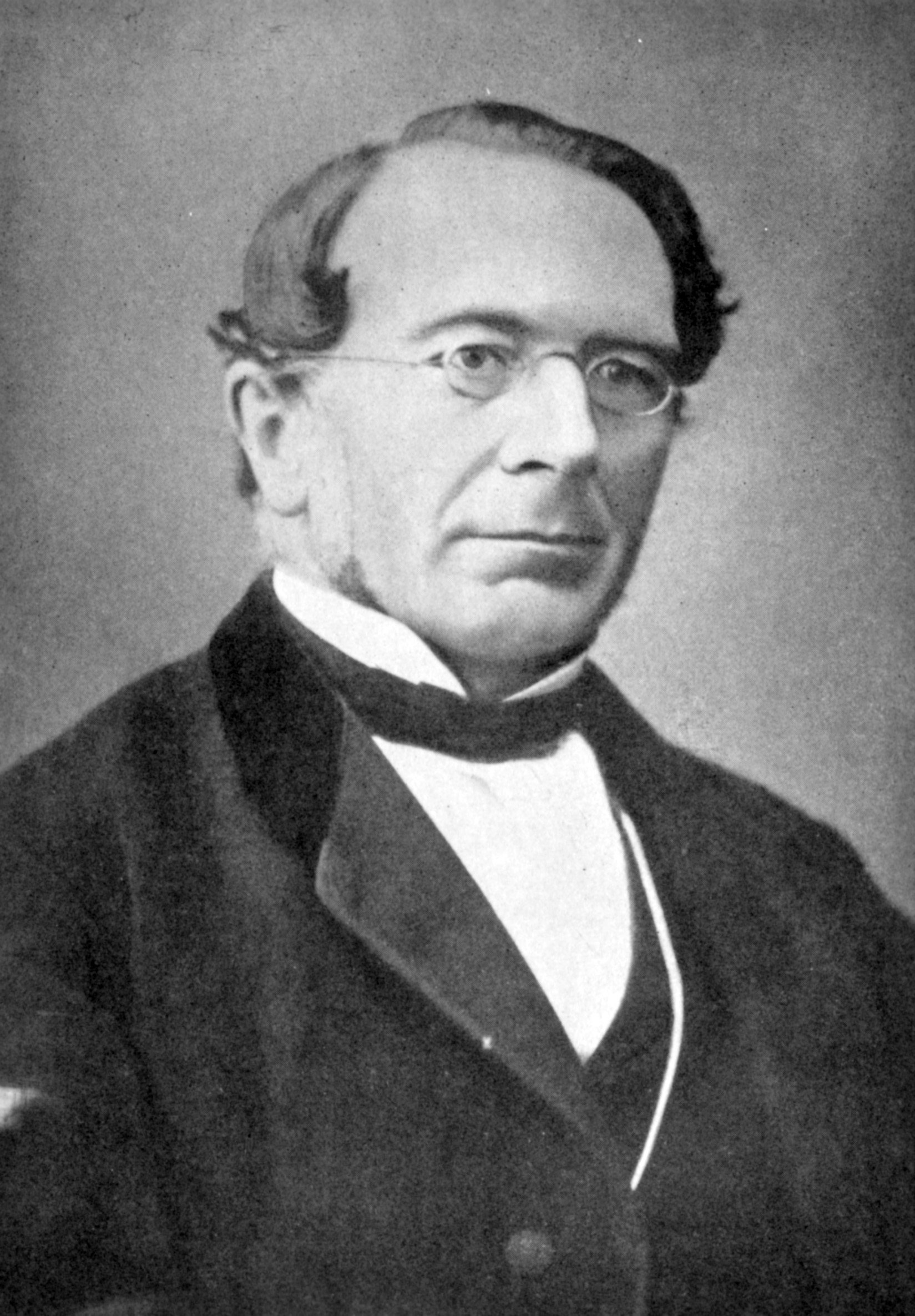
Rudolf von Jhering

Rudolf von Jhering bzw. Ihering (Aussprache [ˈjeːrɪŋ]; * 22. August 1818 in Aurich; † 17. September 1892 in Göttingen) war ein deutscher Rechtswissenschaftler. Er hatte großen Einfluss auf das deutsche Privatrecht.
Bedeutung erlangte Jhering für die juristische Methodenlehre. Auf ihn geht die wortlautgetreue sogenannte Begriffsjurisprudenz zurück, eine Bezeichnung, die er selbst schöpfte. Später besann er sich um und wandte sich der historischen Auslegungsmethode der Interessenjurisprudenz zu. Im Rahmen seiner Untersuchungen zu den vorvertraglichen Rechtsverhältnissen entwickelte er außerdem die Rechtsfigur der culpa in contrahendo.

## Leben und Wirken

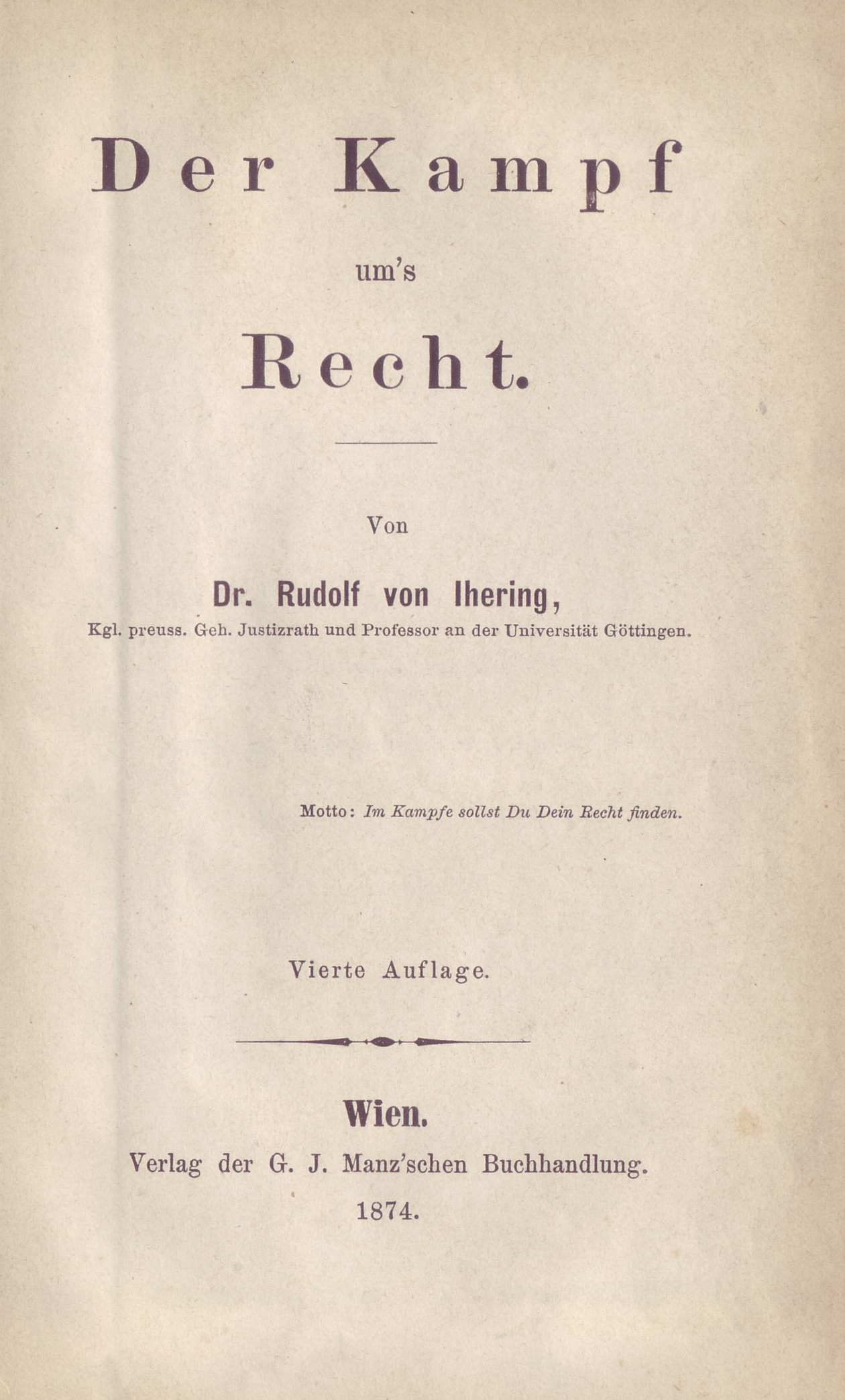
„Kampf um's Recht“, Frontseite der 4. Aufl. (1874)

### Abstammung, Jugend und Studium
Rudolph (wie er sich bisweilen selbst schrieb) Jhering  stammte aus einer Juristenfamilie, die seit 1522 in Ostfriesland nachweisbar ist (alte, aber immer noch gebräuchliche Schreibweise: Ihering). Sein Urgroßvater Sebastian Eberhard Jhering (1700–1759) wurde 1754 zum Namensgeber des ostfriesischen Ortes Jheringsfehn. Seine Eltern waren Georg Albrecht Jhering aus Aurich (1779–1825) und Anna Maria Schwers (1792–1861) aus Leer.
Jhering studierte in Heidelberg (1836) und München (1837), bevor er nach Göttingen ging. Dort wurde er im Wintersemester 1837 Zeuge der Vertreibung der Göttinger Sieben. Ab 1838 studierte Jhering in Berlin, wo er am 6. August 1842 bei Adolf August Friedrich Rudorff auch promoviert wurde. In dieser frühen Zeit hatte der Schüler von Friedrich Carl von Savigny, Georg Friedrich Puchta, bedeutenden Einfluss auf den frühen Jhering. Am 22. April 1843 wurde er habilitiert.

### Forschung und Lehre
Nach der Habilitation wurde Jhering auf verschiedene Lehrstühle berufen. So lehrte er in Basel 1845, in Rostock von 1846 bis 1848, in Kiel von 1849 bis 1851, in Gießen von 1855 bis 1868, bevor er 1868 nach Wien kam. Dort hielt er seinen berühmten Vortrag „Der Kampf ums Recht“, der in zwei Jahren zwölf Auflagen erlebte und in 26 Sprachen übersetzt wurde. Über das Recht heißt es dort: 

„Das Leben des Rechts ist ein Kampf – ein Kampf der Völker, der Staatsmacht, der Klassen und Individuen. In der Tat hat das Recht eine Bedeutung nur als Ausdruck von Konflikten und es stellt die Anstrengungen der Menschheit dar, sich selbst zu zähmen. Aber leider hat das Recht versucht, der Gewalt und dem Unrecht mit Mitteln zu begegnen, die in einer vernünftigen Welt dereinst als ebenso befremdlich wie schändlich gelten werden. Denn das Recht hat niemals wirklich versucht, die Konflikte der Gesellschaft zu lösen, sondern nur sie zu lindern, indem es Regeln niederlegte, nach welchen sie ausgefochten werden sollen.“

1872 nahm er einen Ruf nach Göttingen an. Sein Nachfolger in Wien wurde Adolf Exner. In Göttingen blieb er – Rufe nach Leipzig und Heidelberg ablehnend – bis zu seinem Tode im Jahr 1892.

### Auszeichnungen

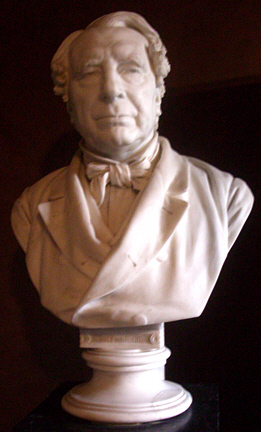
Rudolf von Jhering, Büste von Ferdinand Hartzer (1888) in der Aula der Universität Göttingen

In Wien erhob ihn 1872 der österreichische Kaiser Franz Joseph in den österreichischen Adelsstand. 1894 wurde im 15. Wiener Gemeindebezirk Rudolfsheim-Fünfhaus die Jheringgasse nach ihm benannt.
In seiner letzten Wirkungsstätte Göttingen erinnern unter anderem eine von Ferdinand Hartzer geschaffene Büste in der Aula, eine 1893 angebrachte Göttinger Gedenktafel am ehemaligen Wohnhaus in der Bürgerstraße sowie seit 1902 bzw. 1925 eine nach ihm benannte Jheringstraße an Leben und Wirken.

### Familie

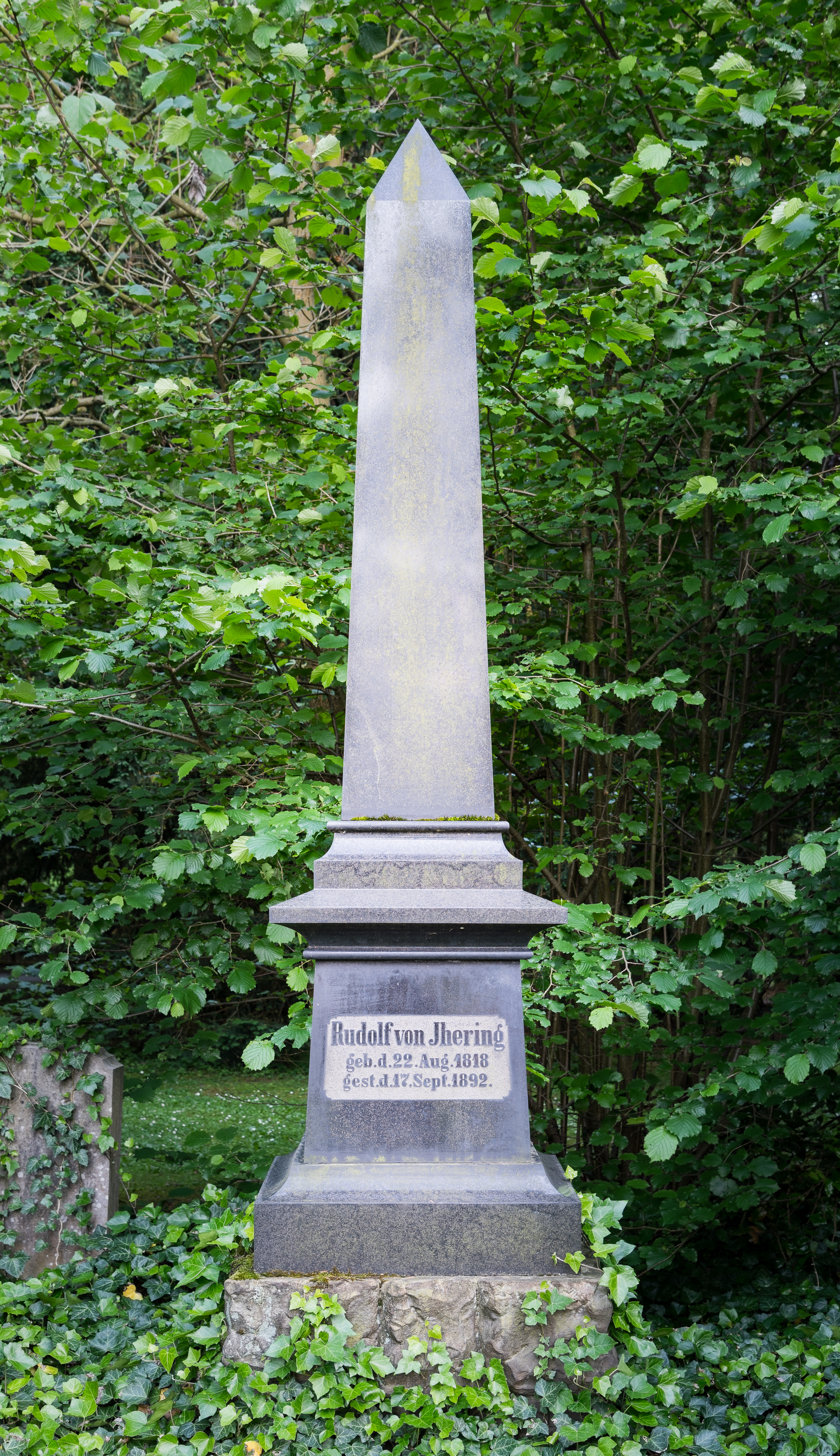
Grab Rudolf von Jherings auf dem Stadtfriedhof in Göttingen

Jhering war mehrmals verheiratet. Seine erste Frau war Helene Hofmann († 1848). Nach ihrem Tod heiratete er Ida Frölich (* 16. September 1826; † 3. September 1867), mit der er fünf Kinder hatte. Nach deren Tod heiratete er im Sommer 1869 in Wien die Erzieherin seiner Kinder Luise Wilders (1840–1909). Er hatte folgende Kinder:
- Hermann Albrecht Friedrich (1850–1930)

⚭ Maria Anna Clara Belzer (* 17. Mai 1846; † 22. August 1906 in Sao Paulo)
⚭ Meta Johanna Buff († 1929) Tochter des Physikers Heinrich Buff und seiner zweiten Frau Johanna Moldenhauer
- Elise Marie Agathe Helene (* 9. Juli 1852; † 23. Januar 1920) ⚭ 1882 Victor Gabriel Ehrenberg (1851–1929) Professor Dr. iur. Dr. rer. pol. in Göttingen
- Karl Friedrich August (* 6. Dezember 1853; † 31. Januar 1919)
- Ernst Albrecht Wilhelm Heinrich (* 4. August 1856; † 1924) ⚭ Emma Hildebrand
- Rudolf Justus Heinrich Hermann Ludwig (* 5. Januar 1862; † 29. März 1934) ⚭ NN. Hube

## Werk

### Positionen Jherings
Im Vordergrund des rechtshistorischen Schaffens Jherings stand der „Zweck“ des Rechts. Jhering ging davon aus, dass es keinen Rechtssatz gäbe, der nicht zweckorientiert sei, mithin einem „praktischen Motiv“ folge. Das praktische Motiv sei somit Ursprung und Quelle allen Rechts, denn über dieses würden die rechtlichen Handlungsspielräume eröffnet. Eine Gesellschaft entwickle und verändere sich unter der Maßgabe faktischer und praktisch wirkender Daseinsbedingungen, welche damit als „letzte Quelle“ allen Rechts wirkten. Hermann Kantorowicz beschrieb Jherings persönliche wissenschaftliche Entwicklung dorthin prägnant mit dem Attribut der „Bekehrung“. Damit meinte er, dass Jhering – in der ihm eigenen sprachgewaltigen Weise – die tiefe Zäsur zwischen dem „Geist des römischen Rechts“, welcher auf den Corpus iuris civilis zurückgreift, und seinem zweiten Hauptwerk Der Zweck im Recht (ab 1877) offenlege. Das römische Recht stand für ihn als „Recht“ schlechthin. Unter Berufung auf das römische Recht, opponierte er gegen das geschlossene System der Begriffsjurisprudenz seiner zeitgenössischen Fachkollegen. Im gleichen Zusammenhang beschrieb Franz Wieacker die Erkenntnisse Jherings als dessen Damaskuserlebnis, während Joachim Rückert bei seinen Analysen auf Jherings Selbsteinschätzung rekurrierte und die „Kontinuität“ der Entwicklung der Werke aufmerksam machte, will heißen: eine dynamische, wenngleich gelegentlich brüchige, Entwicklung.
In seinem (unvollendet gebliebenen) Werk Der Geist des römischen Rechts auf den verschiedenen Stufen seiner Entwicklung hatte Jhering – noch im geläufigen im Kontext der Historischen Rechtsschule – ein durch die Begriffsjurisprudenz (so genannt aber erst ab 1884) geprägtes System vorgestellt. Die 1856 von ihm veranschaulichte „naturhistorische Methode“ verknüpfte Terminologien aus der Sprache der Naturwissenschaften mit dem Recht, er sprach von „Rechtskörpern“ und „Aggregatzuständen“. Er versuchte die idealistischen Schlagwörter der Rechtsschule – etwa Savignys Volksgeist – so unter Kontrolle zu bekommen, dass sie einem logischen und an Interessen und Verkehrsbedürfnissen orientierten Konzept folgten und nicht an die kritisierte Metaphysik einer „dunklen Werkstätte“ anheimfallen. Hiervon nahm Jhering immer mehr (schon im dritten Band dieses Werks) zu Gunsten einer soziologischen Betrachtung des Rechts Abstand, die er im bereits genannten (ebenfalls unvollendeten) Werk „Der Zweck im Recht“ näher ausführt. Nach seiner kritischen Auffassung dient das Recht durch entsprechende Koordination dem Schutz der individuellen sowie gesellschaftlichen Interessen, denn eskalierende Gelegenheiten für Konflikte würde entsprechend minimiert. Die grundlegenden Forschungen Jherings verhalfen in der zweiten Hälfte des 19. Jahrhunderts dem sich neu formierenden Fach der Rechtssoziologie zum Durchbruch und vermittelten der im 20. Jahrhundert bestimmenden Interessenjurisprudenz (Philipp Heck) ebenso entscheidende Impulse, wie der soziologisch begründeten Strafrechtstheorie Franz von Liszts. Für das Strafrecht entwickelte er mit weitreichender Fernwirkung die Unterscheidung zwischen objektiver Rechtswidrigkeit und Schuld.
In der Dogmatik des Zivilrechts findet sich seine 1861 getroffene terminologische Unterscheidung zwischen positivem und negativem Interesse noch heute wieder. Für die Zivilrechtstheorie interpretierte er den Begriff des subjektiven Rechts als rechtlich geschütztes Interesse neu. Ebenfalls bis heute bedeutsam ist sein „Anstoß“, den er dem Institut der vorvertraglichen Haftung in demselben Aufsatz mitgab, der sogenannten Culpa in contrahendo. Bahnbrechend war dabei weniger die Trennung nach Kategorien für das Schadensersatzwesen, ohne dahin lautende Terminologie bereits bei Friedrich Carl von Savigny und Friedrich Mommsen angelegt, als die Kombination der außervertraglichen Haftung für leichte Fahrlässigkeit – die Haftung für grobe Fahrlässigkeit war allgemein anerkannt – mit der Rechtsfolge der Haftung auf das negative Interesse. Er fand eine tragfähige Kompromisslösung für den erbitterten Streit unter den Willens- und Erklärungstheoretikern, indem er die Willenstheorie mit einer Haftung für das negative Interesse verband. Die von Jhering vorgeschlagene Haftung ist dabei weniger eine Verschuldenshaftung als eine fingierte Garantiehaftung. Heinrich Stoll machte die Lösung 1923 letztlich für die vertragsrechtlichen Prinzipien urbar. Die Lösung Jherings findet sich noch heute in § 122 BGB wieder. Die noch heute regelmäßig als culpa in contrahendo bezeichnete Haftung für vorvertragliches Verschulden gemäß § 311 Absatz 2, § 241 Absatz 2 und § 280 Absatz 1 BGB, hat trotz ihrer Bezeichnung nur wenig mit Jherings Konstrukt zu tun. Mit seinen Arbeiten zu den Grundlagen, neben Dogmatik und Struktur ebenfalls Leitbegriff einer Wissenschaft von Recht, gilt Jhering auch als Vater der nach Ziel und Zweck eines Gesetzes fragenden teleologischen Auslegung.
Ein besonderes Interesse Jherings galt dem juristischen Leitbegriff der Dogmatik. Selbige begriff er als vernunftorientierte, wissenschaftliche Aufbereitung eines positiven Rechtsstoffes hin zu einem System. Er bediente sich dabei nicht der hergebrachten abstrakten Methodenregeln, die Lösungsvorschläge zur Besprechung bereithielten, sondern ließ seine Hörer die dogmatische Argumentation selbst entwickeln, die dann „conversatorisch“ verteidigt werden musste. So konfrontierte er sie in seinen Pandektenpraktika besonders gern mit (erdachten) Rechtsfällen für die es nicht einmal theoretische Lösungen gab. Ein bekanntes Beispiel bildet der so genannte „Speisekartenfall“ aus seiner 1870 erschienenen Fallsammlung Jurisprudenz des täglichen Lebens, für den es – Jahrzehnte lang diskutiert – bis heute keine konsentierte Lösung gibt. Dieser Fall befasst sich mit den zivilrechtlichen Folgen eines Restaurantbesuchs, bei dem Gast und Wirt aufgrund einer von einem Dritten manipulierten Speisekarte, von unterschiedlichen Preisen ausgehen. Es ging ihm bei diesen Übungen nicht um die Vermittlung von Stoff, sondern die Einübung juristischer Rhetorik.
Das wissenschaftliche Ansehen Jherings in der zweiten Hälfte des 19. Jahrhunderts kommt dem eines Friedrich Carl von Savigny in der ersten Hälfte des Jahrhunderts nahe, wenngleich die Methoden der beiden unterschiedlich waren.

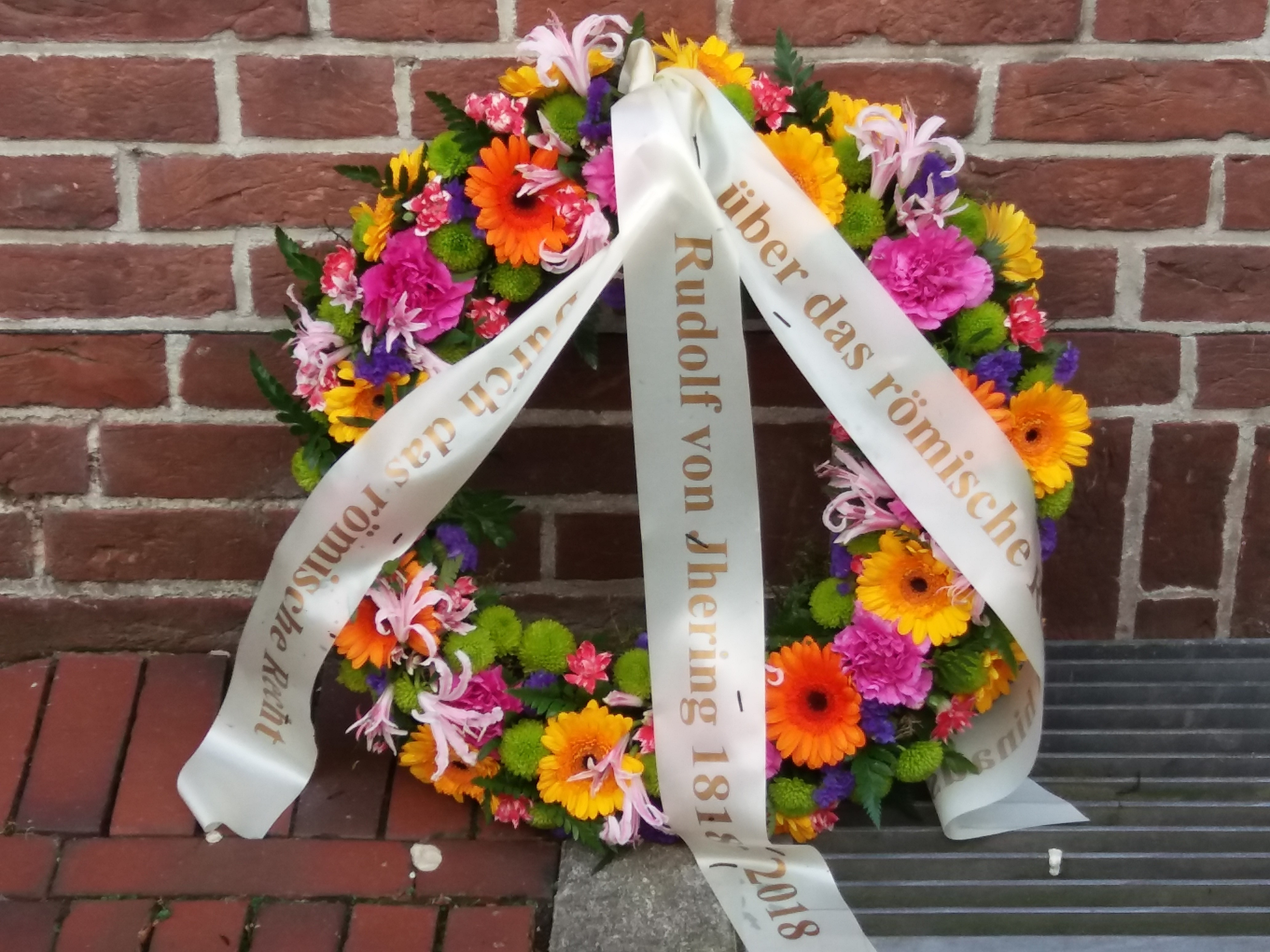
Blumen für Rudolf von Jhering, 2018

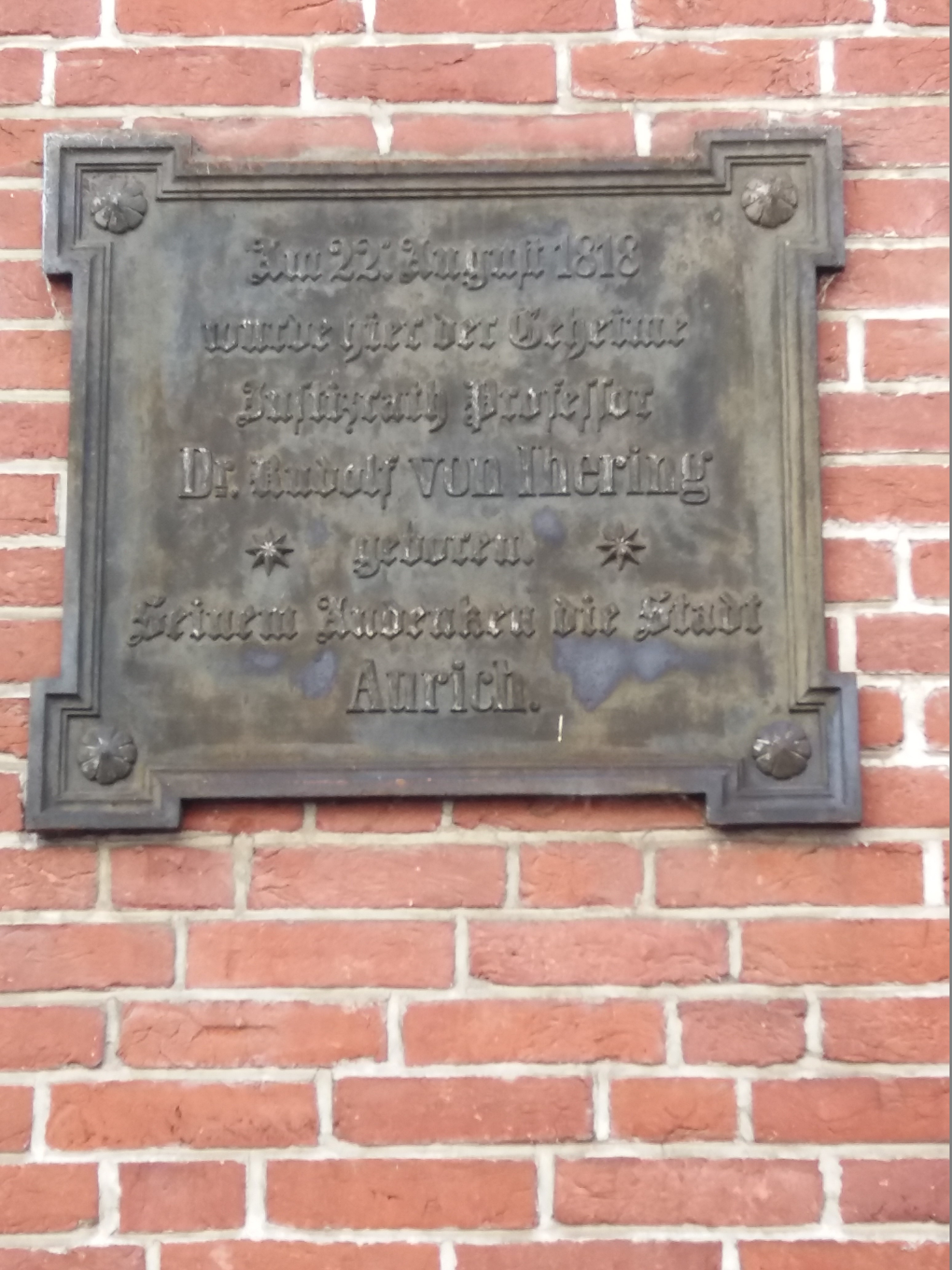
Am Geburtshaus Jherings in Aurich

Für den 6. Oktober 2018 organisierten Wissenschaftler der Abteilungen für Rechtsgeschichte der Universitäten Groningen, Radboud-Universität Nijmegen an der Universität Leiden eine Veranstaltung in Aurich zur Erinnerung an Rudolf von Jhering.

### Publikationen Jherings
- Der Geist des römischen Rechts auf den verschiedenen Stufen seiner Entwicklung. 4 Bände. Breitkopf & Härtel, Leipzig 1852–1865.
  - Erster Theil, 1852 (Digitalisat und Volltext im Deutschen Textarchiv)
  - Zweiter Theil. Erste Abtheilung, 1854 (Digitalisat und Volltext im Deutschen Textarchiv)
  - Zweiter Theil. Zweite Abtheilung, 1858 (Digitalisat und Volltext im Deutschen Textarchiv)
  - Dritter Theil. Erste Abtheilung, 1865 (Digitalisat und Volltext im Deutschen Textarchiv)
- Der Kampf ums Recht. Vortrag. Wien 1872. (Schutterwald/Baden 1997, ISBN 3-928640-21-6, oder: Frankfurt am Main 2003, (8), ISBN 978-3-465-03288-5)
- Der Zweck im Recht. Breitkopf & Härtel, Leipzig 1877.
  - 1.1877
  - 2.1883
- Scherz und Ernst in der Jurisprudenz. Leipzig 1884. (Max Leitner (Hrsg.): Wien 2009, ISBN 978-3-7093-0281-1)
- Der Besitzwille. Jena 1889.
- Das Trinkgeld. Braunschweig 1882.
- Culpa in contrahendo oder Schadensersatz bei nichtigen oder nicht zur Perfection gelangten Verträgen. In: Jahrbücher für die Dogmatik des heutigen römischen und deutschen Privatrechts. Band 4, 1861, S. 1 ff.
- Ueber den Grund des Besitzesschutzes. 2., verb. u. verm. Auflage. Jena 1869.
- Vorgeschichte der Indoeuropäer. Leipzig 1894. (posthum, herausgegeben von Victor Ehrenberg).
- Soziologische Schriften. Über Mode, Tracht, Essen und Umgangsformen. Schutterwald/Baden 2004, ISBN 3-928640-72-0.

### Zitate Jherings
„Der Gesetzgeber soll denken wie ein Philosoph, aber reden wie ein Bauer.“
„Der Kampf ums Recht ist die Poesie des Charakters.“
„Im Kampfe sollst du dein Recht finden.“
„Recht ist unausgesetzte Arbeit und zwar nicht bloss der Staatsgewalt, sondern des ganzen Volkes. … Jeder Einzelne, der in die Lage kommt, sein Recht behaupten zu müssen, übernimmt an dieser nationalen Arbeit seinen Anteil, trägt sein Scherflein bei zur Verwirklichung der Rechtsidee auf Erden.“
„Die Form ist die geschworene Feindin der Willkür, die Zwillingsschwester der Freiheit. Denn die Form hält der Verlockung der Freiheit zur Zügellosigkeit das Gegengewicht, sie lenkt die Freiheitssubstanz in feste Bahnen, dass sie sich nicht zerstreue, verlaufe, sie kräftigt sie nach innen, schützt sie nach aussen. Feste Formen sind die Schule der Zucht und Ordnung und damit der Freiheit selber und eine Schutzwehr gegen äussere Angriffe, – sie lassen sich nur brechen, nicht biegen.“

### Varia
Rudolf von Jhering hatte einen besonderen, schwarz lackierten Schreibtisch, den er auf allen seinen dienstlichen Stationen – angeblich sogar auf Dienstreisen – mitnahm. Er verblieb nach Jherings Tod im Göttinger Universitätsinstitut und wird seit 2022 im Universitätsmuseum Forum Wissen ausgestellt.